# Georgetown (Maine)
Georgetown – miasto w Stanach Zjednoczonych, w stanie Maine, w hrabstwie Sagadahoc.